# ドン・ヒューイット
ドン・ヒューイット(Don Hewitt)ことドナルド・シェパード・ヒューイット（Donald Shepard Hewitt、1922年12月14日 - 2009年8月19日）は、アメリカ合衆国のテレビニュースプロデューサー、経営者である。1968年にCBSのニュース番組『60ミニッツ』を制作したことで知られている。ヒューイットの指揮のもとで、『60ミニッツ』はニュース番組としては唯一、全米視聴率トップとなり、かつこれを5回も達成した。彼の死の時点で、アメリカにおいて最長寿のゴールデンタイムの番組だった。1960年、ヒューイットは大統領選挙討論会の初のテレビ放映をプロデュースした。

## 若年期
ヒューイットは1922年12月14日にニューヨーク州ニューヨークで生まれた。父のエリー・S・ヒューイット（ハーウィッツ(Hurwitz)またはホロウィッツ(Horowitz)から改名）はロシアからのユダヤ系移民で、母のフリーダ（旧姓パイク）はドイツ系ユダヤ人であった。彼が生まれて間もなく、ヒューイットの家族はマサチューセッツ州ボストンに移り、父は『ボストン・ヘラルド・アメリカン』紙の案内広告担当として働いていた。その後、一家はウィスコンシン州ミルウォーキーに移り住んだ。

## 教育と初期のキャリア
ヒューイットはニューヨーク大学に入学し、1942年に『ニューヨーク・ヘラルド・トリビューン』紙のコピーボーイ（雑用係）長として報道業界に入った。1943年にアメリカ商船学校に入学し、ロンドンで『星条旗新聞』のジャーナリストとして活躍した。その後、海軍予備役の少尉に就任した。第二次世界大戦後の1945年に『トリビューン』紙のコピーボーイの仕事に戻り、その後、AP通信のメンフィス支局で働いた。メンフィスで働いていたときにメアリー・ウィーバーと結婚したが、メアリーがニューヨークへ行きたいと言ったため、ニューヨークへ戻ってきた。
ニューヨークに戻ったヒューイットは、E・W・スクリプス社傘下の写真代理店ACMEニュースピクチャーズで働き始めた。この会社は後にUP通信に統合された。

## CBSニュースでのキャリア
それからほどなく、テレビ放送の制作を手伝う「映像経験者」を募集していたCBSテレビが、ヒューイットに好条件のオファーをした。ヒューイットは、1948年にCBSのニュース部門であるCBSニュースに入社し、ダグラス・エドワーズが司会を務める夕方のニュース番組のディレクターに就任した。ヒューイットはそれから14年間、この時間帯のニュース番組にディレクターやプロデューサーとして関わった。また、1951年に始まったエドワード・R・マローとフレッド・W・フレンドリーの共同制作による『シー・イット・ナウ』の初代ディレクターも務めた。この番組でヒューイットは、2台のフィルム映写機で前後にカットするという手法を用い、これによって、コメンテーターの単調さを解消し、編集を改善し、将来のニュース放送を形作った。1956年、ヒューイットは客船「アンドレア・ドーリア」の沈没の最後の瞬間を唯一フィルムに収めた。
ヒューイットは、1960年9月26日にシカゴのCBSスタジオで行われた、ジョン・F・ケネディ上院議員とリチャード・ニクソン副大統領による大統領選挙の第1回討論会のテレビ放映の演出を担当した。これは、史上初のテレビ放映された大統領選挙討論会だった。その後、ウォルター・クロンカイト司会の『CBSイブニングニュース』のエグゼクティブ・プロデューサーに就任した。
1968年に、ヒューイットは『60ミニッツ』を開始した。この番組は、開始から10年で全米視聴率トップ10に入り、その後22シーズンのうち21シーズン、1999-2000年シーズンまでその地位を維持した。また、エミー賞を8回受賞した。
ヒューイットは、1996年に『60ミニッツ』においてタバコ会社ブラウン・アンド・ウィリアムソン(B&W)社の内部告発者ジェフリー・ワイガンドの主張を報じた際の中心人物である。この報道に端を発するタバコ産業のスキャンダルは、1999年の映画『インサイダー』のモチーフとなった。この映画では、フィリップ・ベイカー・ホールがヒューイットの役を演じた。
2002年、『60ミニッツ』の視聴率が低下し、数十年にわたって視聴率トップ10に入っていた番組が20位にまで落ち込んだこともあり、CBSは『60ミニッツ』のトップの座をヒューイットから交代させるべきではないかという議論が世間で起きた。『ニューヨーク・タイムズ』紙は、『60ミニッツII』のプロデューサーのジェフ・フェイガーが後任候補として浮上していると報じ、実際にフェイガーが就任した。この番組からは未だに年間2千万ドル以上の利益が生み出されていたが、視聴率と収益の低下により、「経営陣を無視して巨額の報酬を要求するような、孤島のような番組」ではなくなってしまった。
ヒューイットは81歳でエグゼクティブ・プロデューサーの座を降り、CBSと10年契約を結んでCBSニュースの特別エグゼクティブ・プロデューサーに就任した。
ヒューイットの死後の2010年1月、『60ミニッツ』はヒューイットの追悼特集を放送した。
2018年、CBSの内部調査により、1990年代にヒューイットが当時のCBS社員に対して何年にもわたって性的暴行を繰り返したと訴えられていたことが判明した。CBSは、この社員の申し立てが信憑性のあるものであると判断し、2018年までに500万ドル以上の和解金を支払った。

## 私生活と死去
ヒューイットは、生涯で3回結婚している。
1945年にメアリー・ウィーバー(Mary Weaver)と結婚し、ジェフリーとスティーブンの2人の息子をもうけた。
メアリーとは1963年に離婚し、同年に演劇プロデューサーのフランキー・ティーグと結婚した。フランキーは、歴史のあるフォード劇場を修復し、現役の劇場として再開させた。2人の間には娘のリサ・ガブリエル・ヒューイット・カサラ（Lisa Gabrielle Hewitt Cassara、テレビ番組『カレント・アフェアー』のプロデューサー）が生まれたほか、フランキーと前夫との間に生まれた娘ジリアン・チルダース(Jilian Childers)を養子に迎えた。フランキーとは1974年に離婚した。
1979年にジャーナリストのマリリン・バーガーと結婚し、死ぬまで添い遂げた。マリリンを通して、ヒューイットはロブ・フィッシュマンの義理の大叔父である。
2009年3月に膵癌と診断され、同年8月19日にニューヨーク州ブリッジハンプトンの自宅で亡くなった。

## 賞と栄誉
- 1987年 - ラジオ・テレビ・デジタルニュース協会（英語版） ポール・ホワイト賞[18]
- 1988年 - ピーボディ賞（『60ミニッツ』に対する複数の賞のほか、ヒューイット個人に対しても「ほぼ全てのアメリカ人の生活に触れた」功績により賞が贈られた[19]）
- 1989年 - テレビの殿堂
- 1992年 - ウォルター・クロンカイト優秀ジャーナリズム賞（英語版）[20]
- 1993年 - NAB放送の殿堂（英語版）（『60ミニッツ』とヒューイット個人）[2]
- 2008年 -  ワシントン州立大学 エドワード・R・マロー賞（英語版）

## 著作物
1985年、ランダムハウス社から、『60ミニッツ』の歴史を綴った"Minute by Minute"（ISBN 0394546415）が出版された。
2001年、PublicAffairs社から、ヒューイットの自伝"Tell Me a Story: Fifty Years and 60 Minutes in Television"（ISBN 1586480170）が出版された。